# James Carr
James Carr (Coahoma, Misisipi, 13 de junio de 1942 - Memphis, Tennessee, 7 de enero de 2001) fue un cantante estadounidense de rhythm & blues y soul. Su carrera estuvo marcada por su enfermedad mental (trastorno bipolar), por lo que no llegó a lograr las cotas de popularidad de contemporáneos como Otis Redding o Solomon Burke; sin embargo, muchas de sus grabaciones son aún hoy consideradas como únicas. 
Cuando aún era muy joven, su padre, ministro baptista, se trasladó junto con toda la familia a la ciudad de Memphis. En esta ciudad comenzó a cantar en coros góspel, a la edad de nueve años. Formó parte de los grupos Sunset Travellers y Harmony Echoes, pero, aconsejado por Roosevelt Jamison, mánager de los Echoes, decidió dar un giro a su carrera y comenzar a grabar en solitario. Fue rechazado por la compañía Stax Records, pero a finales de 1964 logró un contrato con Goldwax , otro sello discográfico de la ciudad de Memphis propiedad de Quinton Claunch (más tarde cofundador de Hi Records). Grabó varios discos sencillos para la compañía, pero su primer éxito no llegó hasta 1966, con el tema "You Got My Mind Messed Up". Poco después de la publicación de este sencillo, que le valió ser comparado con  Otis Redding, vio la luz el mayor éxito de su carrera, "Dark End Of The Street", el cual conocería posteriores versiones a cargo de artistas tan destacados como Aretha Franklin, Clarence Carter, Linda Ronstadt o The Flying Burrito Brothers. Otros temas de esta época son "Love Attack" y "Pouring Water on a Drowning Man", ambos recogidos en su primer LP, titulado "You Got My Mind Messed Up" y publicado en 1966.
A pesar de que le acompañaba el éxito, en los años siguientes Carr se vio incapaz de mantener el ritmo de grabaciones y actuaciones en vivo que le exigía su compañía discográfica, y su salud mental comenzó a deteriorarse. Llegó a completar un segundo álbum, "A Man Needs a Woman" (1968), pero en 1969, durante la grabación del siguiente, en los famosos estudios Muscle Shoals de Alabama, se quedó en blanco tras grabar un solo tema (una versión de la canción "To Love Somebody", de Bee Gees). Su compañía, Goldwax, se declaró en bancarrota, y Capitol renunció a renovar su contrato. Carr firmó con Atlantic, pero solo llegó a grabar un disco sencillo con esta compañía, "Hold On" (1971), grabado en los estudios Malaco de Jackson, Misisipi.
En 1977 volvió a grabar, esta vez para un pequeño sello, River City, propiedad de su antiguo mánager Roosevelt Jamison, el sencillo "Let Me Be Right". Dos años después, en uno de los conciertos de una gira por Japón, se quedó de repente inmóvil y como hipnotizado ante el micrófono, por haber tomado una sobredosis de medicación. Después de eso regresó a Memphis, donde tuvo que ser internado en instituciones psiquiátricas en varias ocasiones. En 1991 su estado mejoró lo suficiente como para grabar un nuevo álbum, "Take Me to the Limit". Al año siguiente participó en el festival Sweet Soul Music, en el norte de Italia, y tres de los temas que interpretó se incluyeron en un disco en directo dedicado al festival, en el sello italiano 103. En 1993, Quinton Claunch fundó una nueva compañía de discos, Soul Trax, para la que James Carr grabó en 1994 su último disco de larga duración, "Soul Survivor".
Falleció en su casa de Memphis el 7 de enero de 2001 a causa de un cáncer de pulmón.

## Discografía

### Álbumes
| Año  | Título                    | Discográfica |
| ---- | ------------------------- | ------------ |
| 1967 | You Got My Mind Messed Up | Goldwax      |
| 1968 | A Man Needs a Woman       | Goldwax      |
| 1991 | Take Me to the Limit      | Goldwax      |
| 1994 | Soul Survivor             | Soul Trax    |